# Juditha inambari
Juditha inambari is een vlindersoort uit de familie van de prachtvlinders (Riodinidae), onderfamilie Riodininae.
Juditha inambari werd in 2001 beschreven door Hall, J & Harvey.